# Zoza
Zoza é uma comuna francesa localizada no departamento de Córsega do Sul no sul da ilha de Córsega na França.

## Geografia
Está localizada 88 km de Ajaccio, abrange uma área de 517 hectares e tem uma altitude média de 450 metros.

## Demografia
| 1962 | 1968 | 1975 | 1982 | 1990 | 1999 |
| ---- | ---- | ---- | ---- | ---- | ---- |
| 51   | 84   | 80   | 67   | 55   | 51   |